# Lista de lugares bíblicos
Esta é uma lista de lugares citados na Bíblia, com os capítulos onde eles são mencionados: 

## A
- Adramício - 39° 58′ N, 27° 03′ L - Novo Testamento: Atos 27 [2]

- Alexandria - 31° 11′ N, 29° 55′ L - Novo Testamento: Atos 18, Atos 27 e Atos 28 [3]

- Anfípolis - 40° 49′ N, 23° 50′ L - Novo Testamento: Atos 17 [4]

- Antioquia - 36° 12′ N, 36° 09′ L - Novo Testamento: Atos 6, Atos 11, Atos 13, Atos 14, Atos 15, Atos 18 e Gálatas 2 [5]

- Antioquia da Pisidia - 38° 18′ N, 31° 11′ L - Novo Testamento: Atos 13, Atos 14 e 2 Timóteo 3 [6]

- Antipátrida - 32° 06′ N, 34° 56′ L - Novo Testamento: Atos 23 [7]

- Apolônia - 40° 37′ N, 23° 28′ L - Novo Testamento: Atos 17 [8]

- Arábia - Relacionado à península Arábica. Região de grandes desertos. Estende-se desde a foz do Rio Nilo até o Golfo Pérsico no sentido oeste-leste e desde a Síria até o sul da Península Arábica no sentido norte-sul. Foi na parte ocidental da Arábia, também chamada Arábia Pétrea, incluindo-se nela a Península do Sinai, que os israelitas peregrinaram durante 40 anos e receberam a lei por intermédio de Moisés.

- Arimateia - Novo Testamento: Mateus 27, Marcos 15, Lucas 23 e João 19 [9]

- Assos - 39° 29′ N, 26° 20′ L - Novo Testamento: Atos 20 [10]

- Atália - 36° 54′ N, 30° 41′ L - Novo Testamento: Atos 14 [11]

- Atenas - 37° 58′ N, 23° 43′ L - Novo Testamento: Atos 17, Atos 18 e 1 Tessalonicenses 3 [12]

- Azoto - 31° 49′ N, 34° 38′ L - Novo Testamento: Atos 8 [13]

## B
- Babel - 32° 32′ N, 44° 25′ L - O orgulho dos homens levou-os a construir uma enorme torre como um monumento à sua própria grandeza; Deus foi esquecido. Como castigo, Deus os dispersou, dando-lhes idiomas diferentes (Gênesis 11:8,9). [14]

- Belém - 31° 42′ N, 35° 11′ L - Novo Testamento: Mateus 2 e Lucas 2 [15]

- Bereia - 40° 32′ N, 22° 12′ L - Novo Testamento: Atos 17 [16]

- Bersebá - 31° 15′ N, 34° 47′ L - O poço de Bersebá foi objeto de conflito entre Abraão e o rei Abimeleque, e mais tarde tornou-se um sinal do juramento que ali eles fizeram. Também nesse local Deus apareceu a Isaque e lhe transmitiu a promessa que havia feito a seu pai, Abraão (Gênesis 26:23-25). [17]

- Betânia - 31° 46′ N, 35° 16′ L - Novo Testamento: Mateus 21, Mateus 26, Marcos 11, Marcos 14, Lucas 19, Lucas 24, João 11 e João 12 [18]

- Betel - 31° 56′ N, 35° 13′ L - Após enganar seu irmão, Jacó fugiu de Bersebá e dirigiu-se a Harã. Durante a jornada, Deus se-lhe revelou em sonho, reafirmando o pacto que havia firmado com Abraão e Isaque. Gênesis 28:10-22. Jacó viveu em Harã, trabalhou para Labão e casou-se com Leia e Raquel. Gênesis 29:15-30. Após um tenso reencontro com Esaú, retornou para Betel. Gênesis 35:1. [19]

- Betfagé - Novo Testamento: Mateus 21, Marcos 11 e Lucas 19 [20]

- Betsaida - 32° 55′ N, 35° 38′ L - Novo Testamento: Mateus 11, Marcos 6, Marcos 8, Lucas 9, Lucas 10, João 1 e João 12 [21]

## C
- Cafarnaum - 32° 53′ N, 35° 34′ L - Novo Testamento: Mateus 8, Mateus 11, Mateus 17, Marcos 1, Marcos 2, Marcos 9, Lucas 4, Lucas 7, Lucas 10, João 2, João 4 e João 6 [22]

- Caná - 32° 45′ N, 35° 20′ L - Novo Testamento: João 2, João 4 e João 21 [23]

- Canaã - Local prometido por Deus a Abraão, também conhecido como Terra Santa.

- Cauda - 34° 50′ N, 24° 05′ L - Novo Testamento: Atos 27 [24]

- Cencreia - 37° 53′ N, 22° 59′ L - Novo Testamento: Atos 18 e Romanos 16 [25]

- Cesareia - 32° 30′ N, 34° 53′ L - Novo Testamento: Atos 8, Atos 9, Atos 10, Atos 11, Atos 12, Atos 18, Atos 21, Atos 23, Atos 25 e Atos 26 [26]

- Cesareia de Filipe - 33° 15′ N, 35° 42′ L - Novo Testamento: Mateus 16 e Marcos 8 [27]

- Cirene - 32° 49′ N, 21° 51′ L - Novo Testamento: Mateus 27, Marcos 15, Lucas 23, Atos 2, Atos 11 e Atos 13 [28]

- Cnido - 36° 41′ N, 27° 22′ L - Novo Testamento: Atos 27 [29]

- Colossos - 37° 47′ N, 29° 16′ L - Novo Testamento: Colossenses 1 [30]

- Corazim - 32° 55′ N, 35° 34′ L - Novo Testamento: Mateus 11 e Lucas 10 [31]

- Corinto - 37° 56′ N, 22° 56′ L - Novo Testamento: Atos 18, Atos 19, 1 Coríntios 1, 2 Coríntios 1 e 2 Timóteo 4 [32]

- Cós - 36° 49′ N, 27° 07′ L - Novo Testamento: Atos 21 [33]

## D
- Dalmanuta - Novo Testamento: Marcos 8 [34]

- Damasco - 33° 30′ N, 36° 18′ L - Novo Testamento: Atos 9, Atos 22, Atos 26, 2 Coríntios 11 e Gálatas 1 [35]

- Derbe - 37° 26′ N, 33° 10′ L - Novo Testamento: Atos 14, Atos 16 e Atos 20 [36]

## E
- Éfeso - 37° 56′ N, 27° 22′ L - Novo Testamento: Atos 18, Atos 19, Atos 20, 1 Coríntios 15, 1 Coríntios 16, Efésios 1, 1 Timóteo 1, 2 Timóteo 1, 2 Timóteo 4, Apocalipse 1 e Apocalipse 2 [37]

- Egito - Jacó tinha 12 filhos, incluindo José, seu predileto. O ciúme dos irmãos mais velhos de José foi aumentando até que um dia eles decidiram vendê-lo a mercadores ismaelitas que estavam a caminho do Egito. Por fim, José passou de escravo a braço-direito de Faraó, salvando o Egito da fome. A família de José migrou de Canaã para o Egito (Gênesis 46:3-7).

- Emaús - Novo Testamento: Lucas 24 [38]

- Esmirna - 38° 26′ N, 27° 09′ L - Novo Testamento: Apocalipse 1 e Apocalipse 2 [39]

## F
- Fenice - Novo Testamento: Atos 27 [40]

- Filadélfia - 38° 21′ N, 28° 31′ L - Novo Testamento: Apocalipse 1 e Apocalipse 3 [41]

- Filipos - 41° 01′ N, 24° 17′ L - Novo Testamento: Atos 16, Atos 20, Filipenses 1 e 1 Tessalonicenses 2 [42]

## G
- Gadara - 32° 39′ N, 35° 41′ L - Novo Testamento: Mateus 8 [43]

- Grécia - Os gregos eram conhecidos no Oriente Médio pelo nome de seu território, e a Bíblia apresenta os seguintes: Javã, nome hebreu da Grécia (Gênesis 10.4); Tubal, nação grega da Turquia atual (Isaías 66.19) e outros livros falam sobre a Grécia (Ezequiel 27.13 e Daniel 8.21).

## H
- Harã - 36° 51′ N, 39° 13′ L - Tera, Abraão, Ló e Sara saíram de Ur e, seguindo a crescente fértil do Rio Eufrates, dirigiram-se para a terra de Canaã. Durante a jornada, eles permaneceram na cidade de Harã por algum tempo (Gênesis 11:31). [44]

- Hebrom - 31° 32′ N, 35° 05′ L - Abraão seguiu para Hebrom, onde estabeleceu profundas raízes (Gênesis 13:18). Abraão, Isaque e Jacó ali viveram e foram enterrados. [45]

- Hierápolis - 37° 56′ N, 29° 08′ L - Novo Testamento: Colossenses 4 [46]

## I
- Icônio - 37° 52′ N, 32° 29′ L - Novo Testamento: Atos 13, Atos 14, Atos 16 e 2 Timóteo 3 [47]

## J
- Jericó - 31° 51′ N, 35° 27′ L - É uma antiga cidade da Palestina, situada às margens do rio Jordão, encrustada na parte inferior da costa que conduz à serra de Judá. Ela é conhecida na Tradição judaico-cristã como o lugar do retorno dos israelitas da escravidão no Egito, liderados por Josué, o sucessor de Moisés (Josué 6:2). [48]

- Jerusalém - 31° 47′ N, 35° 13′ L - Localizada em um planalto nas montanhas da Judeia entre o Mar Mediterrâneo e o mar Morto, é uma das cidades mais antigas do mundo. De acordo com a tradição bíblica, o rei Davi conquistou a cidade dos jebuseus e estabeleceu-a como a capital do Reino Unido de Israel, enquanto seu filho, o rei Salomão, encomendou a construção do Primeiro Templo. [49]

- Jope - 32° 02′ N, 34° 45′ L - Novo Testamento: Atos 9, Atos 10 e Atos 11 [50]

- Judá - O Reino de Judá limitava-se ao norte com o Reino de Israel, a oeste com a inquieta região costeira da Filístia, ao sul com o deserto de Neguev, e a leste com o rio Jordão, o mar Morto e o Reino de Moabe. Sua capital era Jerusalém.

## L
- Laodiceia - 37° 50′ N, 29° 06′ L - Novo Testamento: Colossenses 2, Colossenses 4, Apocalipse 1 e Apocalipse 3 [51]

- Laseia - 34° 56′ N, 24° 49′ L - Novo Testamento: Atos 27 [52]

- Lida - 31° 57′ N, 34° 53′ L - Novo Testamento: Atos 9 [53]

- Listra - 37° 40′ N, 32° 13′ L - Novo Testamento: Atos 14, Atos 16 e 2 Timóteo 3 [54]

## M
- Magdala - 32° 50′ N, 35° 30′ L - Novo Testamento: Mateus 15 [55]

- Malta - 35° 09′ N, 14° 04′ L - Novo Testamento: Atos 27 e Atos 28 [56]

- Mileto - 37° 32′ N, 27° 17′ L - Novo Testamento: Atos 20 e 2 Timóteo 4 [57]

- Mira - 36° 16′ N, 29° 59′ L - Novo Testamento: Atos 27 [58]

- Mitilene - 39° 06′ N, 26° 32′ L - Novo Testamento: Atos 20 [59]

- Monte Ararate - 39° 42′ 07″ N, 44° 17′ 54″ L - É a mais alta montanha da Turquia moderna. Tem dois picos: "Grande Ararate" e o "Baixo Ararate". O Monte Ararate, na tradição judaico-cristã, está associado com as "Montanhas do Ararate", onde segundo o livro do Gênesis, a Arca de Noé estaria supostamente localizada. [60]

- Monte Moriá - Lugar Ordenado por Deus, onde Abraão levou seu filho Isaac para ser sacrificado. [61]

## N
- Naim - 32° 38′ N, 35° 21′ L - Novo Testamento: Lucas 7 [62]

- Nazaré - 32° 42′ N, 35° 18′ L - Novo Testamento: Mateus 2, Mateus 4, Mateus 21, Mateus 26, Marcos 1, Marcos 10, Marcos 16, Lucas 1, Lucas 2, Lucas 4, Lucas 18, Lucas 24, João 1, João 18, João 19, Atos 3, Atos 4, Atos 6, Atos 10 e Atos 22 [63]

- Neápolis - 40° 56′ N, 24° 24′ L - Novo Testamento: Atos 16 [64]

- Nicópolis - 39° 01′ N, 20° 44′ L - Novo Testamento: Tito 3 [65]

## P
- Pafos - 34° 46′ N, 32° 24′ L - Novo Testamento: Atos 13 [66]

- Patara - 36° 16′ N, 29° 19′ L - Novo Testamento: Atos 21 [67]

- Patmos - 37° 18′ N, 26° 32′ L - Novo Testamento: Apocalipse 1 [68]

- Pérgamo - 39° 08′ N, 27° 11′ L - Novo Testamento: Apocalipse 1 e Apocalipse 2 [69]

- Perge - 36° 58′ N, 30° 51′ L - Novo Testamento: Atos 13 e Atos 14 [70]

- Ptolemaida - 32° 56′ N, 35° 05′ L - Novo Testamento: Atos 21 [71]

- Puteoli - 40° 51′ N, 14° 06′ L - Novo Testamento: Atos 28 [72]

## Q
- Quios - 38° 24′ N, 26° 01′ L - Novo Testamento: Atos 20 [73]

## R
- Régio - 38° 07′ N, 15° 39′ L - Novo Testamento: Atos 28 [74]

- Rodes - 36° 11′ N, 27° 58′ L - Novo Testamento: Atos 21 [75]

- Roma - 41° 54′ N, 12° 30′ L - Novo Testamento: Lucas 2, Atos 2, Atos 18, Atos 19, Atos 23, Atos 28, Romanos 1 e 2 Timóteo 1 [76]

## S
- Salamina - 35° 11′ N, 33° 54′ L - Novo Testamento: Atos 13 [77]

- Samaria - 32° 17′ N, 35° 12′ L - Novo Testamento: Atos 8 [78]

- Samos - 37° 44′ N, 26° 50′ L - Novo Testamento: Atos 20 [79]

- Samotrácia - 40° 29′ N, 25° 31′ L - Novo Testamento: Atos 16 [80]

- Sárdis - 38° 29′ N, 28° 02′ L - Novo Testamento: Apocalipse 1 e Apocalipse 3 [81]

- Selêucia - 36° 07′ N, 35° 55′ L - Novo Testamento: Atos 13 [82]

- Siquém - 32° 12′ N, 35° 18′ L - Deus ordenou que Abraão saísse de Harã e fosse a um lugar onde se tornaria pai de uma grande nação (Gênesis 12:1,2). Então, Abraão, Ló e Sara viajaram para a terra de Canaã e se estabeleceram perto da cidade de Siquém (Gênesis 12:6). Local do tradicional Poço de Jacó, é chamada de Sicar em João 4 [83][84]

- Sídon - 33° 34′ N, 35° 24′ L - Novo Testamento: Mateus 11, Mateus 15, Marcos 3, Marcos 7, Lucas 4, Lucas 6, Lucas 10, Atos 12 e Atos 27 [85]

- Siracusa - 37° 05′ N, 15° 17′ L - Novo Testamento: Atos 28 [86]

## T
- Tarso - 36° 55′ N, 34° 54′ L - Novo Testamento: Atos 9, Atos 11, Atos 21 e Atos 22 [87]

- Tessalônica - 40° 39′ N, 22° 54′ L - Novo Testamento: Atos 17, Atos 27, Filipenses 4 e 2 Timóteo 4 [88]

- Tiatira - 38° 55′ N, 27° 50′ L - Novo Testamento: Atos 16, Apocalipse 1 e Apocalipse 2 [89]

- Tiro - 33° 16′ N, 35° 13′ L - Novo Testamento: Mateus 11, Mateus 15, Marcos 3, Marcos 7, Lucas 6, Lucas 10, Atos 12 e Atos 21 [90]

- Trôade - 39° 45′ N, 26° 10′ L - Novo Testamento: Atos 16, Atos 20, 2 Coríntios 2 e 2 Timóteo 4 [91]

## U
- Ur dos Caldeus - 30° 57′ N, 46° 06′ L - Abraão, descendente de Sem e pai da nação hebraica, nasceu nessa grande cidade (Gênesis 11:27,28). [92]

## Z
- Zaanã[93]